# Sunifredo II di Cerdanya
Sunifredo (Sunifredo anche in spagnolo, in portoghese e in galiziano, Sunifred in francese e in catalano. Sunicfredus in latino; 910 circa – 968 circa) fu conte della Cerdanya e di Conflent dall'927 e di Besalú dal 957 alla sua morte.

## Origine
Sunifredo, secondo il Gesta Comitum Barchinonensium, era il figlio maschio primogenito del Conte di Cerdanya, di Conflent e di Besalú, Miró II e di Ava (?-prima del 26 febbraio 961, data in cui secondo lo storico catalano, Pròsper de Bofarull i Mascaró, Ava risultava defunta), che, secondo alcuni storici figlia del conte Fedele di Ribagorza.

Miró II di Cerdanya era il figlio maschio terzogenito del Conte di Urgell, della Cerdanya, di Gerona, di Conflent, d'Osona, e di Barcellona, Goffredo il Villoso e di Guinidilda († prima del 904), originaria delle Fiandre, sia secondo la Crónica de San Juan de la Peña, che secondo l'Ex Gestis Comitum Barcinonensium (secondo la storica britannica Alison Weir, nel suo libro:Britain's Royal Families: The Complete Genealogy -latest edition, 2002-, era figlia di Baldovino I delle Fiandre e di Giuditta, la figlia del re dei Franchi occidentali, Carlo il Calvo). Mentre alcuni storici catalani sostengono che fosse d'origine catalana, forse figlia di Mirò I (quindi nipote di Goffredo il Villoso) conte di Rossiglione, oppure di Borrell, Conte di Cerdagna, Urgell e Osona oppure ancora di Sunifredo. Quindi Mirò II era fratello dei conti di Barcellona, Goffredo II Borrell I, Sunyer e del Conte di Urgell, Sunifredo II.

La penisola iberica nella prima metà del X secolo. La marca di Spagna è vassallo del regno di Francia.

## Biografia
Lo storico catalano, Pròsper de Bofarull i Mascaró, nel suo Los condes de Barcelona vindicados, Tome I, cita un documento in cui Sunifredo (Seniofredo hijo del conde Miron), nel 926, è attore di una compravendita, deducendo che ha già raggiunto la maggior età.
Ancora secondo il Gesta Comitum Barchinonensium, suo padre Mirò II, morì nel 929. Mirò fu sepolto nel monastero di Ripoll. Secondo il Chronicon alterum Rivipullense, invece morì nel 928, data confermata anche dal Bofarull, che riporta che Mirò aveva redatto un testamento nel 926.

Nella Cerdanya gli succedette Sunifredo come Sunifredo II, mentre la contea di Besalù fu governata dal fratello, il secondogenito, Goffredo II, e operarono unitamente alla madre, Ava, e ai fratelli, Oliva e Mirò; durante i primi anni di governo le contee ha vissuto un periodo di continue rivolte e disordini, dovuti alla rivalità tra le contee di Barcellona e Cerdanya..
Secondo altre fonti, alla morte del padre, sia Sunifredo che i fratelli erano ancora minorenni, per cui la loro madre, Ava, tenne la reggenza, prima da sola, e, poi aiutata dai figli, sino al 1041 circa.

Tuttavia la posizione di Goffredo II fu sempre subordinata a quella del primogenito, Sunifredo, che intervenne frequentemente nel affari interni di Besalú.
Sunifredo, nel 942, fece una donazione assieme alla madre, Ava e ai tre fratelli maschi (Ava comitissa et filiis meis Seniofredus comes et Wifredus comes et Olibra comes et Miro levita), come da documento n° LXXVI, della Marca Hispanica sive Limes Hispanicus.
Sunifredo, in quegli anni, fu costretto a difendere il Ripollès, in particolare i territori di Sant Joan de les Abadesses contro le ambizioni del conte di Barcellona, Sunyer I e suo figlio Ermengol, conte di Osona, che organizzò una spedizione contro la Cerdagna. Secondo alcune fonti, Ermengol fu assassinato dagli uomini di Sunifredo a Baltarga, nel 943.
Sunifredo, assieme ai fratelli partecipò alla fondazione del monastero di Sant Pere a Camprodon.
Nel dicembre 951, Sunifredo II si recò a Roma insieme ai più importanti ecclesiastici della Catalogna, tra cui il vescovo di Urgell ed alcuni abati di importanti conventi, ottenendo un'ampia indipendenza ecclesiastica per le contee catalane.
Nel febbraio 952, Sunifredo si recò a Reims, assieme ai fratelli dove al re di Francia, Luigi IV, chiesero sovvenzioni per il monastero di Camprodon e le proprietà del visconte Unifredo, colpevole di tradimento; dopo aver ottenuto entrambe le richieste, suo fratello, Goffredo II rese omaggio al re di Francia, e fu l'ultimo conte catalano a farlo.
Ancora il Bofarull cita un documento in cui Sunifredo (Seniofredo hijo del difunto conde Miron), nel 957, è attore di una compravendita.
Nel 957 il conte di Barcellona, Borrell II istigò una rivolta contro Goffredo II di Besalú per ottenere il controllo della contea. Goffredo II, sostenuto dai suoi fedeli, combatté contro i ribelli, ma la loro superiorità fece rifugiare il conte nel castello di Besalú, e, quando cercò di fuggire, fu catturato e ucciso durante la fuga. Tuttavia, Borrell II di Barcellona non riuscì a impadronirsi della contea, poiché Sunifredo II continuò la lotta, sconfisse e sottomise i ribelli e, senza attendere l'intervento reale, confiscò i loro possedimenti.

Da quel momento fino alla sua morte, Sunifreddo II governò tutti i territori che in precedenza erano stati uniti dal padre, sebbene fosse occasionalmente assistito dal fratello Oliva.
Sunifredo viene citato nel documento n° MMCXXXI del Colección diplomática del Condado de Besalú, datato 960, inerente ad una donazione.
Sunifredo fu tra i fondatori del Monastero di San Pietro di Besalú (Fundatio Monasterii sancti Petri Bisuldunensis), assieme ai fratelli Miró, vescovo e conte (Miro nutu Dei Gerundensis ecclesiæ humilis episcopus ac comes Bisuldunensis) e Oliba Cabreta (cum fratribus nostro domno Olibano ac Seniofredo comitibus), come riporta il documento n° XXIV della Espana Sagrada XLIII, datato 24 novembre 977, giorno dell'inaugurazione.
Nel 966, Sunifredo fece un'ultima donazione all'abbazia di Arles-sur-Tech, come da documento n° CV della Appendix della Marca Hispanica sive Limes Hispanicus, dove si era ritirato e dove, ancora secondo il documento n° CIV dell'Appendix della Marca Hispanica sive Limes Hispanicus, nel mese di ottobre, aveva fatto testamento, indicando la sua adesione all'ordine di Cluny e aveva designato suoi eredi i fratelli Oliba Cabreta (fratre meo Olibane) e Miró (fratri meo Mironi).
Sunifredo morì verso il 968, come riporta il Bofarull, ed essendo senza eredi, nei suoi titoli gli succedettero entrambi i fratelli, Oliva e Miró.

## Discendenza
Di Sunifredo non si conosce il nome di una eventuale moglie né si conosce alcuna discendenza.

### Fonti primarie
- (LA)  Rerum Gallicarum et Francicarum Scriptores, Tomus IX.
- (LA)  Colección diplomática del Condado de Besalú, tomus XV.
- (LA)  España Sagrada Tomo XLIII.
- (LA)  Marca Hispanica sive Limes Hispanicus.
- (LA)  Crónica de San Juan de la Peña.

### Letteratura storiografica
- Rafael Altamira, Il califfato occidentale, in «Storia del mondo medievale», vol. II, 1999, pp. 477–515.
- René Poupardin, I regni carolingi (840-918), in «Storia del mondo medievale», vol. II, 1999, pp. 583–635.
- Louis Alphen, Francia: gli ultimi Carolingi e l'ascesa di Ugo Capeto (888-987), in «Storia del mondo medievale», vol. II, 1999, pp. 636–661.
- (ES)  Bofarull i Mascaró, Los condes de Barcelona vindicados, Tome I,.